# Staré Město (Frýdek-Místek)
Staré Město (in polacco Stare Miasto, in tedesco Altstadt) è un comune della Repubblica Ceca facente parte del distretto di Frýdek-Místek, nella regione della Moravia-Slesia.